# نورثروپ ایکس-۲۱
نورثروپ ایکس-۲۱ (به انگلیسی: Northrop X-21) یک هواپیمای ساختِ کارخانهٔ نورثروپ در کشور ایالات متحده آمریکا است. نخستین استفاده‌کنندهٔ این هواپیما ناسا بوده‌است. این هواپیما برای نخستین بار در ۱۸ آوریل ۱۹۶۳ میلادی مورد استفاده قرار گرفت.